# إدوارد جونسوتن ألكساندر
إدوارد جونسوتن ألكساندر (1901-1985) (بالإنجليزية: Edward Johnston Alexander)‏ هو عالم نبات أمريكي.